# Congrès du Parlement français
Pour les articles homonymes, voir Congrès (homonymie).
Assemblée nationale (IIIe République)
Aile du Midi du château de Versailles
Le Congrès du Parlement est la réunion des deux chambres du Parlement français, à savoir sa chambre basse, l'Assemblée nationale et de sa chambre haute, le Sénat. Il a pour objet le vote d'une révision de la Constitution ou de l'autorisation de l'adhésion d'un État à l'Union européenne, lorsque le référendum n'est pas utilisé. Elle permet aussi l'audition d'une déclaration du président de la République ; dans ce cas, il n'y a aucun vote.
Lorsque se tient un Congrès, les deux chambres quittent Paris — respectivement le palais Bourbon et le palais du Luxembourg — et se réunissent au château de Versailles, dans la salle du Congrès. Le Congrès s'est réuni vingt-et-une fois depuis 1958, dont dix-sept fois pour adopter une révision de la Constitution et quatre fois pour une déclaration du président de la République.

## Rôle dans les institutions de la Troisième et de la Quatrième République

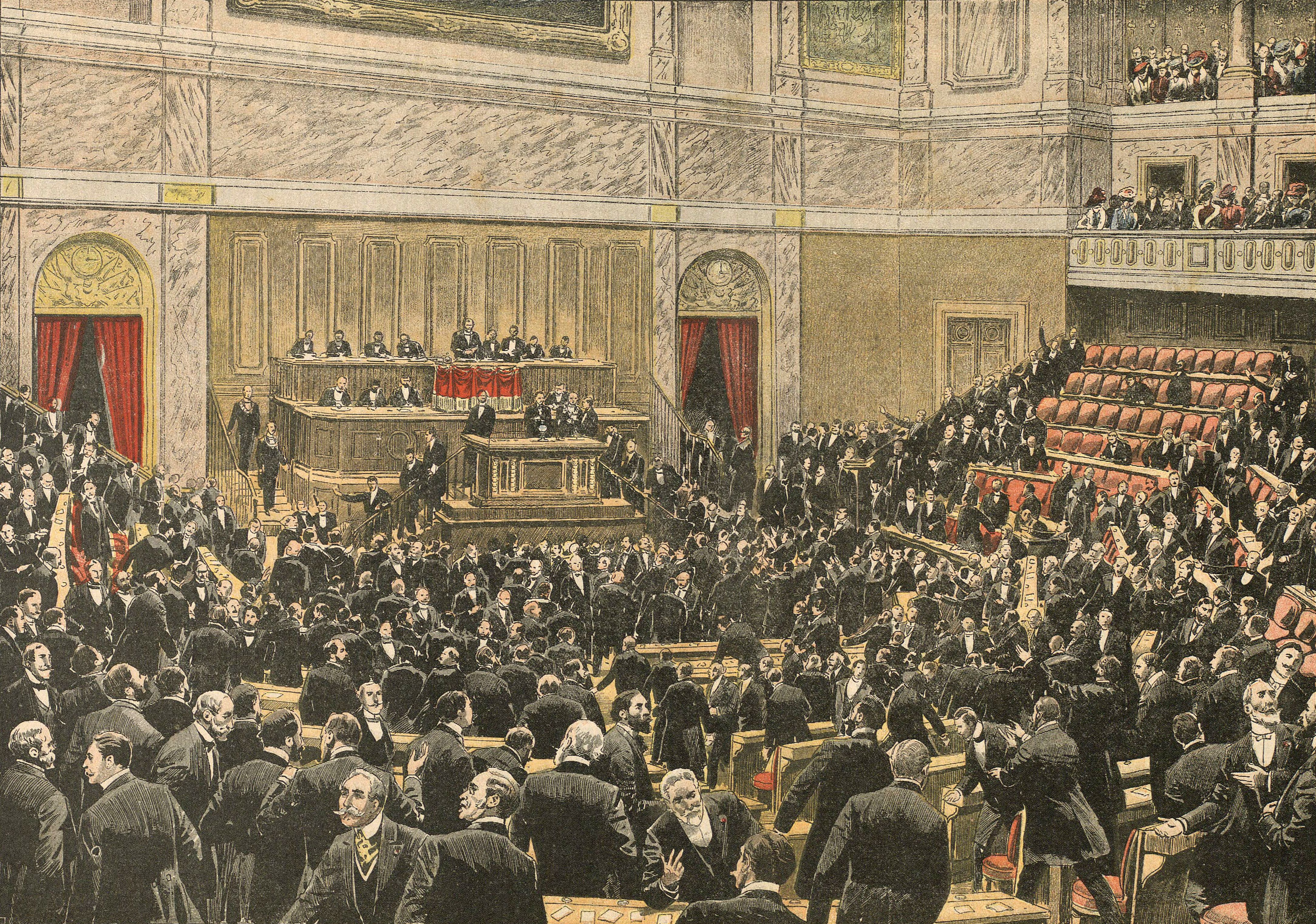
Élection présidentielle française de 1906. Le président est élu par l’« Assemblée nationale » c’est-à-dire la réunion des deux chambres parlementaires.

Avec les lois constitutionnelles de 1875 instaurant la Troisième République, les institutions françaises sont dotées de deux chambres parlementaires : le Sénat et la Chambre des députés. La réunion des deux chambres, alors nommée « Assemblée nationale » est prévue pour les révisions constitutionnelles et l'élection du président de la République. Ses réunions se tiennent à Versailles.
Dans la Constitution du 27 octobre 1946 instaurant la Quatrième République le président de la République est également élu par la réunion des deux chambres : Conseil de la République et Assemblée nationale. Cette pratique a été abandonnée avec la Constitution du 4 octobre 1958 instaurant la Cinquième République, où le président est élu par un collège de grands électeurs, puis, à la suite du référendum de 1962, au suffrage universel direct.

## Rôle dans les institutions de la Cinquième République
Initialement prévues pour les révisions constitutionnelles, les réunions du Parlement en Congrès se sont vu attribuer de nouveaux rôles au fil de l’évolution du régime de la Cinquième République.
De plus, depuis la loi constitutionnelle du 23 février 2007, les deux chambres peuvent également se réunir pour destituer le président de la République, mais le terme employé dans ce cas est celui de « Haute Cour » et non celui de « Congrès ».

### Révisions constitutionnelles
Selon la Constitution du 4 octobre 1958, l'« initiative de la révision de la Constitution appartient concurremment au président de la République sur proposition du Premier ministre et aux membres du Parlement. Le projet ou la proposition de révision doit être examiné […] et voté par les deux assemblées en termes identiques. La révision est définitive après avoir été approuvée par référendum. Toutefois, le projet de révision n'est pas présenté au référendum lorsque le président de la République décide de le soumettre au Parlement convoqué en Congrès ; dans ce cas, le projet de révision n'est approuvé que s'il réunit la majorité des trois cinquièmes des suffrages exprimés. ».
Depuis 1958, sur vingt-cinq révisions constitutionnelles, vingt-deux ont été approuvées par le Congrès, à l'occasion de dix-sept réunions (voir ci-dessous). L'élection du président de la République au suffrage universel (1962) et l'instauration du quinquennat (2000) sont les deux révisions adoptées par référendum.

### Message du président de la République
La Constitution, depuis sa révision du 23 juillet 2008, permet au président de la République de « prendre la parole devant le Parlement réuni à cet effet en congrès. Sa déclaration peut donner lieu, hors sa présence, à un débat qui ne fait l'objet d'aucun vote ». Ce débat est de droit lorsqu'il est demandé par le président d’un groupe de l’une ou l’autre des deux assemblées, ou décidé par le bureau du Congrès. Chaque groupe dispose alors d’un temps de parole de dix minutes pour l’orateur qu’il désigne. Un temps de parole de cinq minutes est attribué au député ou au sénateur n’appartenant à aucun groupe qui s’est fait inscrire le premier dans le débat.
Depuis cette réforme, quatre discours présidentiels ont été tenus (voir ci dessous), et ils ont toujours été suivis d’un débat. Toutefois, il a pu arriver que certains groupes parlementaires de l'opposition soient absents au Congrès, en signe de protestation, comme ce fut le cas par exemple lors du Congrès réuni par Emmanuel Macron en 2018. Pour les mêmes raisons, leur président de groupe peut aussi s'abstenir de s'exprimer, comme ce fut le cas lors du Congrès réuni par Nicolas Sarkozy en 2009, au cours duquel seuls François Sauvadet (NC), Henri de Raincourt (UMP), Jean-François Copé (UMP), Michel Mercier (UC), Yvon Collin (RDSE) et Nicolas Dupont-Aignan (non inscrit) avaient pris la parole.
Dans son premier discours au Congrès, Emmanuel Macron a indiqué son intention de rendre compte chaque année au Congrès durant son quinquennat. Dans son deuxième discours en 2018, il indique qu’à l’occasion de la révision constitutionnelle en cours, la prise de parole du Président pourrait être suivi d'un débat auquel il assiste et puisse participer. Il ne poursuit pourtant pas cette volonté, et n'a plus convoqué le Congrès depuis 2018.

### Adhésion d'un État à l'Union européenne
La Constitution, depuis sa révision du 1er mars 2005, prévoit que « tout projet de loi autorisant la ratification d'un traité relatif à l'adhésion d'un État à l'Union européenne et aux Communautés européennes est soumis au référendum par le président de la République » ; les adhésions « faisant suite à une conférence intergouvernementale dont la convocation a été décidée par le Conseil européen avant le 1er juillet 2004 » ne sont pas concernées (ainsi l'adhésion de la Roumanie, celle de la Bulgarie, et celle de la Croatie n'entraient pas dans cette procédure).
Toutefois, depuis la révision du 23 juillet 2008, « par le vote d'une motion adoptée en termes identiques par chaque assemblée à la majorité des trois cinquièmes, le Parlement peut autoriser l'adoption du projet de loi » selon la procédure prévue par l'article 89, c'est-à-dire par le Parlement convoqué en Congrès ; « dans ce cas, le projet de révision n'est approuvé que s'il réunit la majorité des trois cinquièmes des suffrages exprimés ».

## Organisation des travaux
Conformément à l'article 89 de la Constitution, repris à l'article 1er du règlement du Congrès, « le bureau du Congrès est celui de l'Assemblée nationale » (bien que le président du Sénat soit protocolairement placé avant le président de l'Assemblée nationale).
Le président du Congrès est chargé de veiller à la sûreté intérieure et extérieure du Congrès. En séance, il dirige les délibérations, fait observer le Règlement, maintient l'ordre et donne connaissance au Congrès des communications qui le concernent,.
Pour ses délibérations dans le cas d'une révision constitutionnelle ou de l'adhésion d'un nouveau membre de l'Union européenne, le Congrès délibère mais ne peut amender les textes en discussion. Il peut uniquement soit les approuver soit les rejeter ; les scrutins sont publics.
Les réunions du Congrès ont lieu dans la salle du congrès du château de Versailles, dans son aile du Midi. Cette salle a été construite en 1875 pour accueillir la Chambre des députés de la Troisième République, avant le retour de cette dernière à Paris en 1879.
Dans l'hémicycle, les députés et sénateurs ne sont pas placés par groupes politiques (comme c'est habituellement le cas dans les hémicycles de chacune des deux chambres), mais par l'ordre alphabétique de leur nom.
Comme dans chacune des deux chambres, le Congrès adopte son règlement, qui est ensuite soumis au Conseil constitutionnel,.

## Liste des réunions du Congrès sous la Cinquième République
Depuis l'instauration de la Cinquième République, le Congrès s'est réuni vingt-et-une fois, dont dix-sept fois pour adopter une révision de la Constitution.

### Pour une révision constitutionnelle
| Date             | Projet de loi constitutionnelle                                                                                                 | Résultat (votes/exprimés) |
| ---------------- | --- | ------------------------- |
| 20 décembre 1963 | Modification de la date des sessions parlementaires                                                                             | Oui (557/558)             |
| 21 octobre 1974  | Extension du droit de saisine du Conseil constitutionnel                                                                        | Oui (488/761)             |
| 14 juin 1976     | Intérim de la présidence de la République                                                                                       | Oui (490/748)             |
| 23 juin 1992     | Révisions en vue de la ratification du traité de Maastricht                                                                     | Oui (592/665)             |
| 19 juillet 1993  | Création de la Cour de justice de la République et réforme du Conseil supérieur de la magistrature.                             | Oui (833/886)             |
| 19 novembre 1993 | Accords internationaux en matière de droit d'asile.                                                                             | Oui (698/855)             |
| 31 juillet 1995  | Élargissement des possibilités de recours au référendum, session parlementaire unique, aménagement de l’immunité parlementaire. | Oui (674/852)             |
| 19 février 1996  | Lois de financement de la Sécurité sociale                                                                                      | Oui (681/869)             |
| 6 juillet 1998   | Accord de Nouméa en Nouvelle-Calédonie                                                                                          | Oui (827/858)             |
| 18 janvier 1999  | Révisions en vue de la ratification du traité d'Amsterdam                                                                       | Oui (759/870)             |
| 28 juin 1999     | Dispositions permettant de reconnaître la cour pénale internationale                                                            | Oui (856/862)             |
| 28 juin 1999     | Dispositions relatives à l’égalité entre les femmes et les hommes                                                               | Oui (741/783)             |
| 17 mars 2003     | Mandat d'arrêt européen | Oui (826/875)             |
| 17 mars 2003     | Organisation décentralisée de la République                                                                                     | Oui (584/862)             |
| 28 février 2005  | Révisions en vue de la ratification du traité établissant une constitution pour l'Europe                                        | Oui (730/796)             |
| 28 février 2005  | Charte de l'environnement | Oui (531/554)             |
| 19 février 2007  | Collège électoral de Nouvelle-Calédonie                                                                                         | Oui (724/814)             |
| 19 février 2007  | Statut juridictionnel du président de la République                                                                             | Oui (449/652)             |
| 19 février 2007  | Interdiction de la peine de mort                                                                                                | Oui (825/854)             |
| 4 février 2008   | Révisions en vue de la ratification du traité de Lisbonne                                                                       | Oui (560/741)             |
| 21 juillet 2008  | Modernisation des institutions                                                                                                  | Oui (539/896)             |
| 4 mars 2024      | Liberté garantie de recourir à l’interruption volontaire de grossesse                                                           | Oui (780/852)             |

Notes :
1. ↑  Le traité de Maastricht est ratifié par la loi no 92-1017 du 24 septembre 1992 autorisant la ratification du Traité sur l’Union européenne, elle-même approuvée par le référendum du 20 septembre 1992.
2. ↑  Le traité d’Amsterdam est ratifié par la loi no 99-229 du 23 mars 1999 autorisant la ratification du traité d’Amsterdam modifiant le traité sur l’Union européenne, les traités instituant les Communautés européennes et certains actes connexes.
3. ↑  Le traité établissant une constitution pour l'Europe n’a pas été ratifié par la France après la victoire du non au référendum du 29 mai 2005. De ce fait, les révisions permettant la conformité au traité (article 3 de la loi constitutionnelle) ne sont jamais entrées en vigueur.
4. ↑  Le traité de Lisbonne est ratifié par la loi no 2008-125 du 13 février 2008 autorisant la ratification du traité de Lisbonne modifiant le traité sur l’Union européenne, le traité instituant la Communauté européenne et certains actes connexes.

Une réunion du Congrès a été prévue pour le 24 janvier 2000 mais a été annulée avant sa tenue,. En effet, le président Jacques Chirac avait convoqué ce Congrès pour qu'il adopte la loi constitutionnelle réformant le Conseil supérieur de la magistrature, mais devant l'attitude de l'opposition qui risquait de faire échouer la réforme, le président a dû se résoudre à reporter le Congrès,.

### Pour une déclaration du président de la République
| Date             | Date      | Président de la République |
| ---------------- | --------- | -------------------------- |
| 22 juin 2009     | [ déc 3 ] | Nicolas Sarkozy            |
| 16 novembre 2015 | [ déc 4 ] | François Hollande          |
| 3 juillet 2017   | [ déc 5 ] | Emmanuel Macron            |
| 9 juillet 2018   | [ déc 6 ] | Emmanuel Macron            |